# Hydrodynamisches Gleitlager

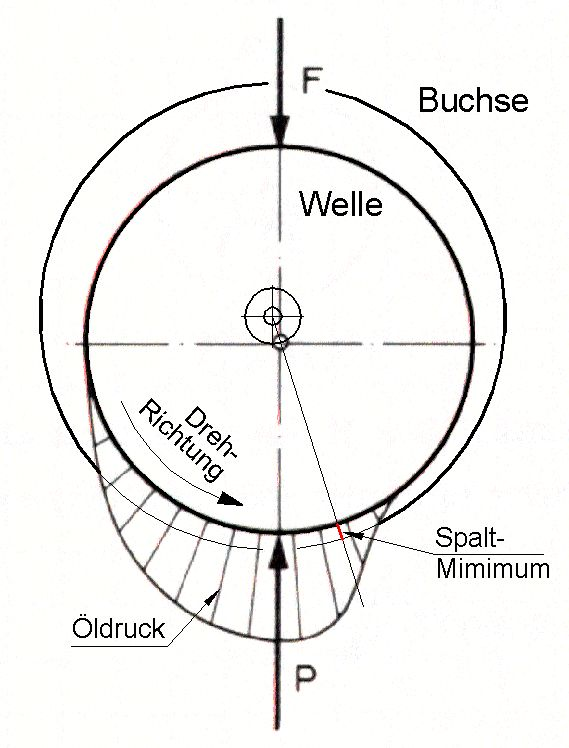
Öldruck und Kräfte in einem hydrodynamischen Radialgleitlager
Durchmesserunterschied zwischen Buchse und Welle übertrieben gezeichnet, in Realität nur etwa 3 ‰

Das hydrodynamische Gleitlager ist ein Gleitlager, in dem sich der Schmiermittel-Druck bei Betrieb des Lagers an der Stelle, an der die Kraftübertragung zwischen den beiden Lagerteilen erfolgt, selbsttätig bildet. Der Schmierspalt ist an dieser Stelle keilförmig (Schmierkeil). Der Schmierstoff wird von der Oberfläche des bewegten Lagerteils in die Verengung hineingezogen. Dadurch erhöht sich der Druck im Schmierstoff an der Engstelle und die Kraftübertragung kann über den zwischengefügten Schmiermittel-Film erfolgen.
Beim hydrostatischen Gleitlager wird der Schmierstoff stattdessen mit einer externen Pumpe an der kraftübertragenden Stelle unter dem erforderlichen Druck zugeführt. Da die Pumpe permanent arbeitet, herrscht hier Schmierstoffreibung auch am Beginn und am Ende des Lagerbetriebs (während des Anfahrens und Auslaufens). Der bei hoch belasteten Lagern erforderliche und in hydrodynamischen Gleitlagern entstehende Druck wäre allerdings mit einer Pumpe nicht leicht herstellbar. Hoch belastete hydrodynamische Gleitlager werden gelegentlich für das Anfahren und Auslaufen zusätzlich mit einer Pumpe ausgerüstet.

Beispiel: Miba Gleitlagerbuchsen Gleitlagerbuchsen werden in den unterschiedlichsten Anwendungen eingesetzt – hier für z. B. Getriebe in Windkraftanlagen

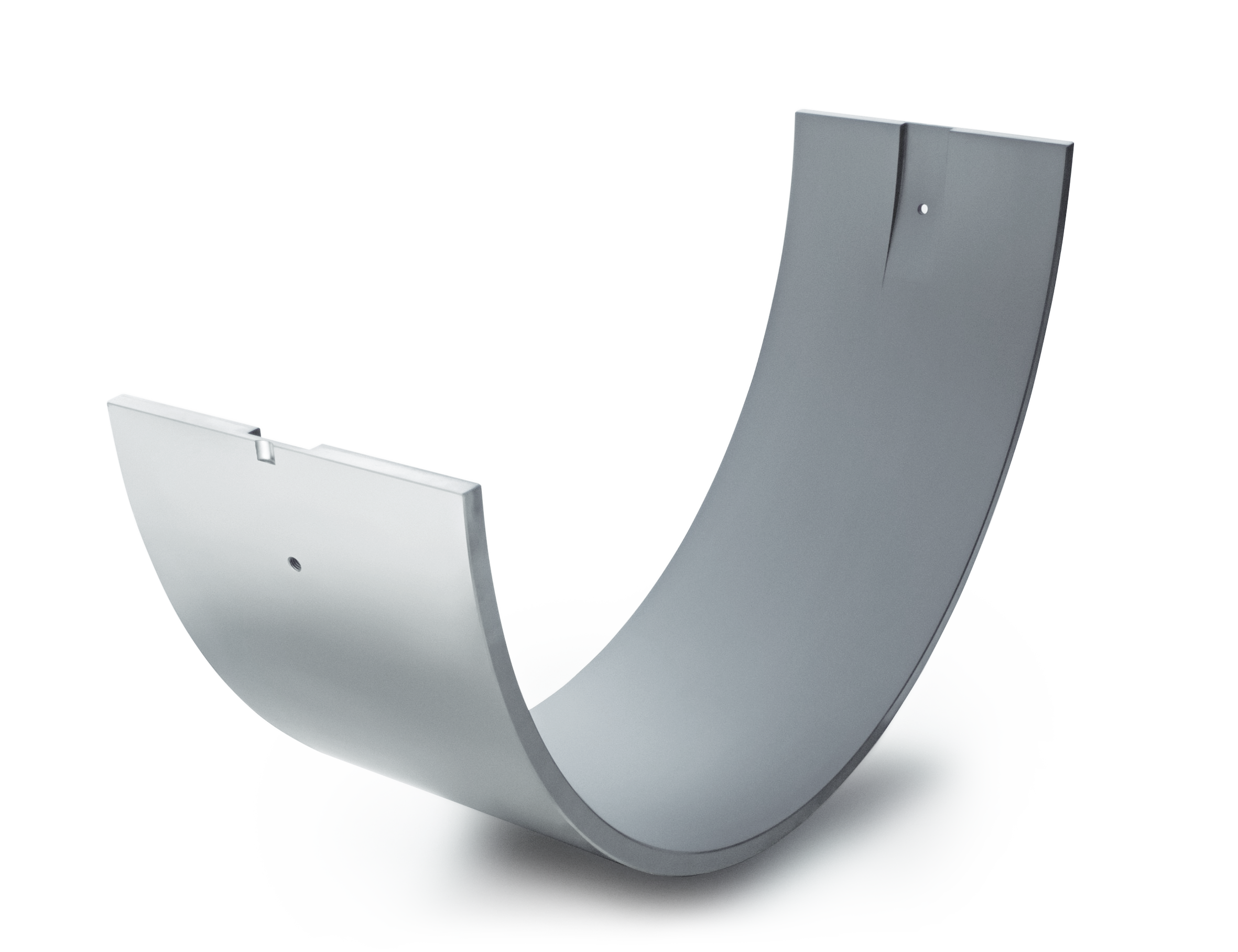
Beispiel: Miba Halbschalenlager Halbschalenlager werden zum Beispiel in Motoren, Getriebe, Kompressoren, Pumpen und in vielen weiteren Anwendungen eingesetzt

## Funktion
Erläuterung am Beispiel des vertikal belasteten hydrodynamischen, mit Öl betriebenen Radiallagers.

### Der Schmierkeil
Als Schmierkeil wirkt eine der beiden Seiten der bei exzentrischer Lage der Welle in der Lagerbuchse entstehenden Engstelle (siehe oben stehende Abbildung: Engstelle rot markiert). Die rotierende Welle transportiert („pumpt“) an ihrer Oberfläche haftendes Öl in den Keil hinein. Infolge Querschnittverengung erhöht sich dort der Öldruck. Lage und Dicke des Spaltes sind das Ergebnis eines selbsttätigen Prozesses. Die Welle befindet sich auch horizontal etwas exzentrisch in der Buchse, damit die resultierende Öldruckkraft {\displaystyle P} im Keilspalt der Schwerkraft {\displaystyle F} der Welle entgegen gerichtet ist.

### Reibung und Drehzahl

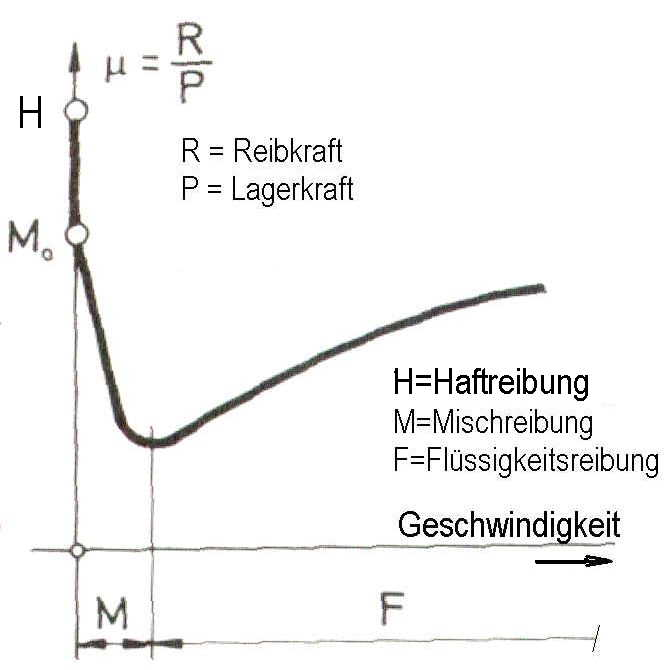
Stribeck-Kurve (schematisch):
Reibungskoeffizient μ als Funktion der Relativgeschwindigkeit im Schmierspalt eines hydrodynamischen Gleitlagers

Zitronenspiel-Lager mit Druckverteilung; Radienunterschied zwischen Schalen und Welle übertrieben gezeichnet

Im hydrodynamischen Gleitlager ist der Reibungskoeffizient eine Funktion der Drehzahl (genauer: der Relativgeschwindigkeit zwischen den Gleitflächen), was mit Hilfe der Stribeck-Kurve (siehe Abbildung) dargestellt wird. Es gibt Geschwindigkeitsbereiche mit verschiedenen Arten von Reibung:
1. Stillstand / Festkörperreibung
2. niedrige Geschwindigkeit / Mischreibung
3. hohe Geschwindigkeit / Flüssigkeitsreibung

Beim Anfahren wird die Haftreibung überwunden, und die Welle dreht sich zunächst mit Gleitreibung. Die Gleitreibung ist zuerst Mischreibung, die sich verringert, bis die Geschwindigkeit groß genug für Flüssigkeitsreibung ist. Bei weiterem Erhöhen der Geschwindigkeit steigt der Reibungskoeffizient wieder (erhöhter Fließwiderstand im Schmierfilm). Bei überhöhter Drehzahl wird die exzentrische Lage der Welle  im Radiallager für eindeutige Schmierspaltgeometrie zu klein. Ein Spalt kommt nacheinander kurzzeitig an beliebiger Stelle des Umfangs zustande, was zu Schwingungen im Lager und zu seiner Zerstörung führt. Hochtourige Radiallager lassen sich stabilisieren, indem anstatt einer runden Buchse eine Buchse mit zwei („Zitronenspiel-Lager“, siehe Abbildung) oder mehreren bogenartigen Keilflächen angefertigt wird.
Die Nenndrehzahl wird aus Sicherheitsgründen oberhalb des Umkehrpunktes in der Stribeck-Kurve gewählt.

### Drehzahl und Lagerlast
Die Theorie über Reibung in Strömungen stammt im Wesentlichen von Osborne Reynolds. Arnold Sommerfeld wandte sie auf die Vorgänge im hydrodynamischen Gleitlager an. Von ihm stammt die Sommerfeldzahl {\displaystyle So}, eine aus mehreren physikalischen Größen bestehenden dimensionslose Kennzahl. Diese kennzeichnet im Besonderen den Zusammenhang zwischen Drehzahl und Lagerlast und dient zur Klassifizierung der verschiedenen Anwendungsbereiche des hydrodynamischen Gleitlagers. Sie ist ein Anwendungsbeispiel für die Ähnlichkeitstheorie in der Physik.
Die Sommerfeldzahl ist wie folgt definiert:
{\displaystyle So={\frac {p_{m}\cdot \Psi ^{2}}{\eta \cdot \omega }}}
- {\displaystyle p_{m}\;}: auf die projizierte Lagerfläche (Durchmesser mal Breite) bezogene Lagerlast {\displaystyle F=P}
- {\displaystyle \Psi \;}: relatives Lagerspiel (Durchmesserdifferenz / Nenndurchmesser)
- {\displaystyle \eta \;}: dynamische Viskosität des Schmiermittels bei Temperatur im Schmierspalt
- {\displaystyle \omega \;}: Winkelgeschwindigkeit der Welle

Gümbel-Kurve (schematisch):
Lage des Wellenzentrums als Funktion der Sommerfeld-Zahl So
(Viertel des kleinen Kreises in der Mitte der ersten Abbildung, vergrößert)

Sie dient zum Beispiel als Parameter in der Gümbel-Kurve (siehe Abbildung; benannt nach Ludwig Gümbel), mit der die relative Lage der Wellenmitte zur Buchsenmitte dargestellt wird.
Folgende Sommerfeldzahlen und Anwendungsbereiche gehören zusammen:
| Sommerfeldzahl | Anwendungsbereich              |
| -------------- | ------------------------------ |
| So < 1         | Schnelllaufbereich             |
| 1 < So < 3     | Mittellastbereich              |
| So > 3         | Schwerlastbereich              |
| 1 < So < 10    | best-nutzbare Sommerfeldzahlen |
| 10 < So ≤ ∞    | keine Anwendung: Mischreibung  |
| So = ∞         | keine Anwendung: Stillstand    |

## Gleitlager im Vergleich mit Wälzlagern und im Vergleich ihrer Bauarten

### Gleitlager-Vorteile gegenüber Wälzlagern
Wälzlager sind infolge wirtschaftlich günstiger Massenproduktion durch spezialisierte Fertigungsbetriebe und Normung ihrer Eigenschaften ein „handlicheres“ Maschinenelement als  Gleitlager. Sie können aber Letztere wegen deren einiger wichtiger Vorteile nicht generell ersetzen.
Die Vorteile von Gleitlagern sind:
- geräuscharm
- stoßunempfindlich
- geringes Bauvolumen
- hohe Tragfähigkeit
- höchste Drehzahlen möglich
- hohe Führungsgenauigkeit (hydrodynamische Mehrflächen- und hydrostatische Lager)
- leichte Montage durch Teilung der Buchse
- hohe Lebensdauer im Dauerbetrieb (bei hydrostatischer Schmierung theoretisch kein Verschleiß)

Die Nachteile sind:

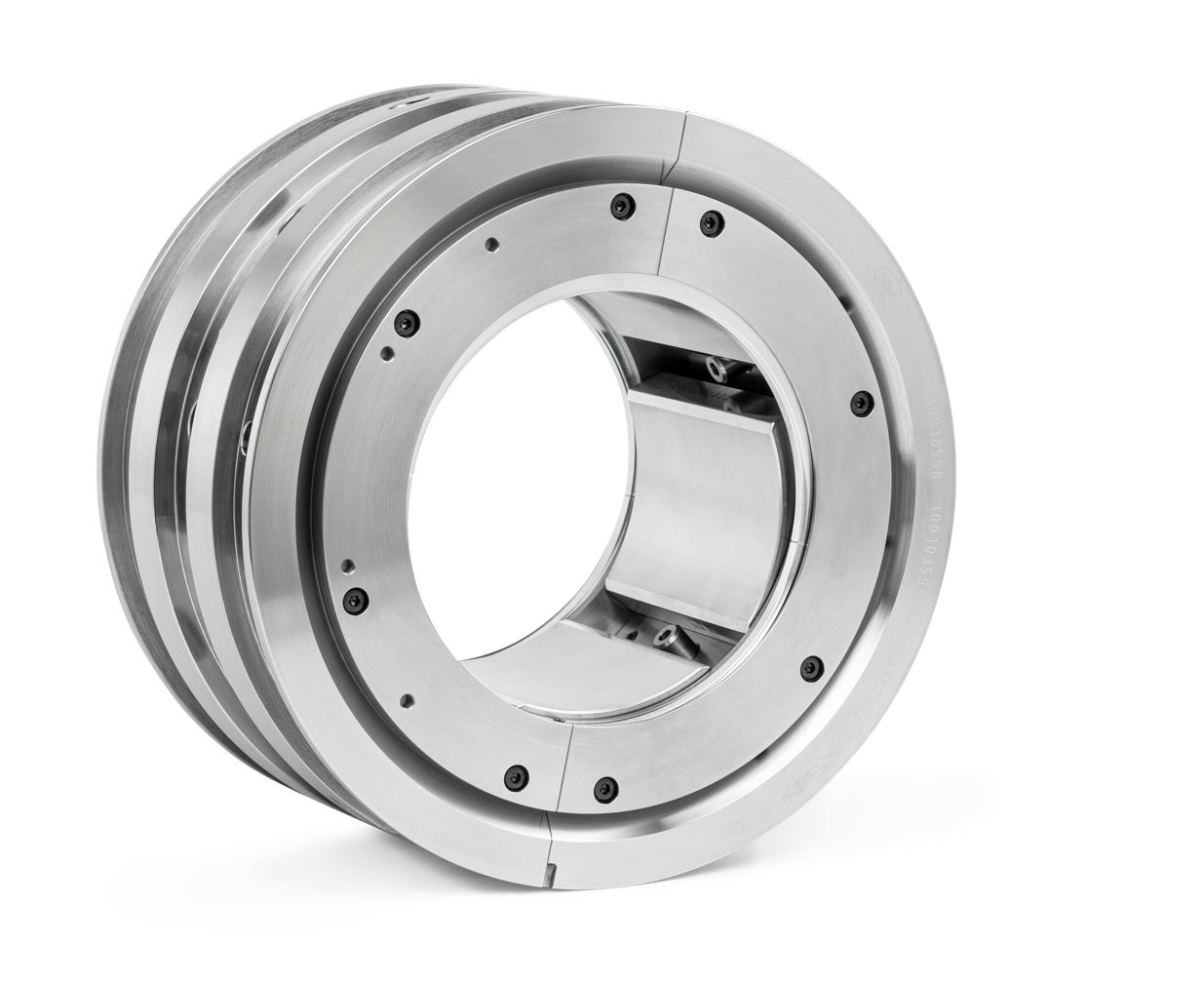
Beispiel: Miba Hydrodynamisches gebautes Radiallager mit Kippsegmenten

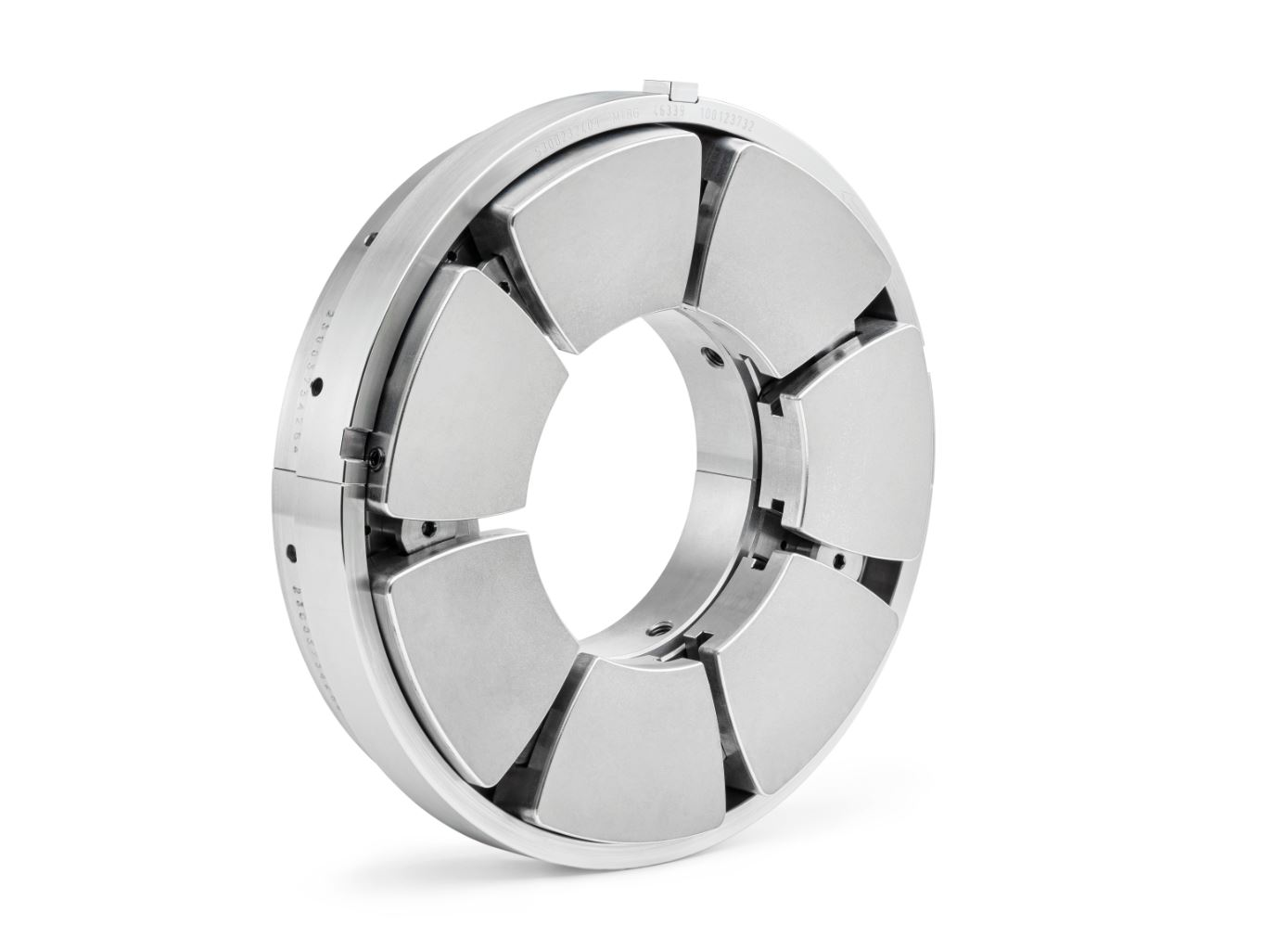
Beispiel: Miba Hydrodynamisches gebautes Axiallager mit Kippsegmenten

- Gleitlager benötigen eine permanente Ölzufuhr, die oft zusätzliche Leitungen, Bohrungen oder eine Pumpe erfordert.
- Begrenzte Eignung für den Betrieb im Mischreibungsbereich (Sommerfeldzahl >10), also in der Kombination von niedrigen Drehzahlen, häufigen Anfahrvorgängen mit hohen Lasten
- Begrenzte Notlaufeigenschaften

### Vergleich hydrodynamischer mit hydrostatischen Gleitlagern
Hydrostatische Gleitlager haben einen geringeren Leistungsbedarf (Pumpleistung plus Lagerreibung) als hydrodynamische, weil diese als Pumpen mit schlechtem Wirkungsgrad arbeiten. Das ändert sich bei hohen Umfangsgeschwindigkeiten, bei denen die Strömung in den Kammern der hydrostatischen Lager turbulent wird, so dass der günstigere Pump-Wirkungsgrad für den Leistungsbedarf nicht mehr entscheidend ist.
Hydrodynamische Lager werden aber auch bei nicht sehr hohen Drehzahlen aus Sicherheitsgründen bevorzugt, weil eine Ölversorgung von 50 bis 1000 bar ein Risiko darstellt. Dieses wird z. B. bei Turbinen trotz möglicher Leistungseinsparung nicht eingegangen. Eine zusätzliche Ölpumpe (< 50 bar) wird nur beim Auslaufen und Wiederanfahren eingeschaltet, was bei Turbinen selten auftritt.
Hydrostatische Gleitlager werden bevorzugt, wenn Wellen möglichst zentrisch laufen müssen  (z. B. bei Werkzeugmaschinenspindeln), aber etwa 90 % aller Gleitlager laufen hydrodynamisch.

## Gleitlager Anwendungen

### Ausgewählte Anwendungen
Das hydrodynamische Gleitlager kommt in vielen verschiedenen Anwendungen und Industrien zum Einsatz. Typische Anwendungen für Halbschalenlager und Gleitlagerbuchsen sind Motoren, Getriebe, Kompressoren und Pumpen sowie Lagerungen von Anlagen in zum Beispiel der metallverarbeitenden Industrie. Typische Einsatzgebiete für hydrodynamische Gleitlager sind Nutzfahrzeuge, Offhighway-Fahrzeuge, Schifffahrt, Luftfahrt, Energieerzeugung (Windkraft) sowie die verschiedensten industriellen Anwendungen.
Hydrodynamische gebaute Festflächen und Kippsegementlager werden vorwiegend im Groß- und Schwermaschinenbau angewendet, wo schwere Wellen mit großen Durchmessern (hohe Umfangsgeschwindigkeiten) zu lagern sind. Typisches Beispiel ist die Lagerung der langen Wellen einer Turbinen-Generator-Maschinengruppe in Elektrokraftwerken. Eine solche wird monatelang nicht angehalten, weshalb die Zeiten des Anfahrens und Stillsetzens (etwaiger Verschleiß, meistens aber hydrostatisch unterstützt) vernachlässigbar sind. Hydrodynamische Gleitlager sind für extrem schnelldrehende Läufer z. B. in Turbomaschinen (Generatoren, E-motoren, Kompressoren, Turbinen, Pumpen) einsetzbar.
In Verbrennungsmotoren wirken die Kurbelwellen-Lager i. d. R. hydrodynamisch. Beim Start des Motors kommt unterstützend der Druck der Ölpumpe hinzu. Bei Großmotoren (z. B. Schiffsmotoren) wird das Ölpumpensystem vorweg gestartet, damit die Schmierung bereits beim Anlauf verbessert wird. Beim Anlaufen der Kraftfahrzeugmotoren liegt anfangs nur Mischreibung vor. Ihre Lager müssen mit dem aus vorigem Benutzen noch anhaftenden Öl auskommen.
Im Spindelmotor von Festplatten-Laufwerken werden sie sowohl als hydrodynamische als auch als aerodynamische Gleitlager (Luftlager, „Schmiermittel“ ist Luft) verwendet. Die Leseköpfe schweben beim aerodynamischen Gleitlager auf einem Luftpolster über den Festplatten.